# Hymenochaete fuscobadia
Hymenochaete fuscobadia är en svampart som beskrevs av K.S. Thind & Adlakha 1958. Hymenochaete fuscobadia ingår i släktet Hymenochaete och familjen Hymenochaetaceae.   Inga underarter finns listade i Catalogue of Life.